# Patterson (New York)
Patterson è una town della contea di Putnam, nello Stato di New York (Stati Uniti d'America) e si trova nella zona nord-est della contea. La strada Interstate 84 l'attraversa nella zona di sud-est.
La popolazione era di 12 023 abitanti nel censimento del 2010. La città ha preso il nome dal colono Matthew Paterson. La doppia t di Patterson è dovuta all'inesattezza con la quale lo stesso Peterson pronunciava il suo cognome.

## Geografia fisica
Secondo lo United States Census Bureau, la città ha un'area totale di 85 km².
Il nord della città confina con la contea di Dutchess mentre il lato orientale confina con lo Stato del Connecticut.

## Storia
La città venne colonizzata intorno al 1720 da coloni del Connecticut. Il villaggio iniziale di Patterson venne chiamato Frederickstown prendendo il nome dalla zona orientale della futura contea di Putnam.

## Società

### Evoluzione demografica
Abitanti censitiAnno020004000600080001000012000140001820185018801910194019702000Popolazione